# モーリス・トラバース
モーリス・ウィリアム・トラバース（Morris William Travers, FRS、1872年1月24日 - 1961年8月25日）は、イギリスの化学者。ウィリアム・ラムゼー卿とともにキセノン、ネオン、クリプトンの発見に取り組んだ。
ユニバーシティ・カレッジ・ロンドン卒業後、いくつかの希ガスに関する彼の研究によって科学界ではレア・ガス・トラバーズと呼ばれるようになり、インド科学研究所の創設所長を務めた。これによってトラバースは王立協会フェローを受賞した。